# Użyniec (Ukraina)
Użyniec (ukr. Ужинець, Użyneć) – wieś na Ukrainie, w obwodzie rówieńskim, w rejonie dubieńskim, w hromadzie Młynów. W 2001 liczyła 498 mieszkańców, spośród których 496 wskazało jako ojczysty język ukraiński, a 2 rosyjski.
W okresie międzywojennym wieś znajdowała się w granicach II RP, wchodząc w skład gminy Młynów w powiecie dubieńskim, w województwie wołyńskim.